# Panaqolus albomaculatus
Panaqolus albomaculatus (Панаколус білоплямистий) — вид риб з роду Panaqolus родини Лорікарієві ряду сомоподібні. Інша назва «помаранчевоплямий панак».

## Опис
Загальна довжина сягає 12,4 см. Голова помірно широка, морда сплощена зверху, з одонтодами (шкіряними зубчиками). З боків рота є 2 вусики. Очі середнього розміру. Рот являє собою присоску. Тулуб кремезний, вкритий кістковими пластинками. Хвостове стебло з невеличкими одонтодами. Спинний плавець великий, довгий, з 1 жорстким променем. Жировий плавець маленький, розташовано близько до спинного. Грудні та черевні плавці широкі. У самців є гострий генітальний сосочок, у самиць — великий, округлий, опуклий. Анальний плавець витягнутий, з короткою основою. Хвостовий плавець з великою виїмкою, промені розгалужені.
Забарвлення темно-сіре. По тілу й плавцях розкидані дрібні білі або помаранчеві плями. Розміри плям бувають різні.

## Спосіб життя
Є бентопелагічною рибою. Воліє до м'якої та трохи кислої води, насиченою киснем. Вдень ховається під корчами. Активний у присмерку та вночі. Живиться переважно водоростями (до 70 %), а також дрібними безхребетними, невеличкими рибами.

## Розповсюдження
Мешкає у водоймах Еквадору і Перу — річках Напо, Укаялі, Мараньйон, Суно.